# Ratabulus megacephalus
Ratabulus megacephalus är en fiskart som först beskrevs av Tanaka, 1917.  Ratabulus megacephalus ingår i släktet Ratabulus och familjen Platycephalidae. Inga underarter finns listade i Catalogue of Life.